# Nimega
Nimega (en neerlandès i oficialment: Nijmegen; en nimeguès: Nimwèège; en francès: Nimègue) és la ciutat més gran de la regió de Gelderland, als Països Baixos. Limita amb els municipis d'Overbetuwe al nord-oest, Lingewaard al nord-est, Beuningen a l'oest, Ubbergen a l'est, Wijchen al sud-oest, Heumen al sud i Groesbeek al sud-est.
Està situada vora el riu Waal, molt a prop de la frontera amb Alemanya. És la ciutat més antiga dels Països Baixos: s'han trobat restes arqueològiques que evidencien que ja estava poblada abans del primer mil·lenni. A l'època romana s'anomenava Noviomagum.

## Nuclis de població
| Barris:             | 1995   | 2000   | 2005   | 2007   |
| ------------------- | ------ | ------ | ------ | ------ |
| Nijmegen-Centrum    | 8.506  | 8.709  | 9.274  | 9.307  |
| Nijmegen-Oost       | 30.917 | 30.974 | 32.388 | 32.619 |
| Nijmegen-Oud-West   | 13.076 | 12.971 | 12.766 | 13.316 |
| Nijmegen-Nieuw-West | 15.792 | 16.093 | 16.401 | 16.200 |
| Nijmegen-Midden     | 17.220 | 17.859 | 18.150 | 18.113 |
| Nijmegen-Zuid       | 20.749 | 21.934 | 22.795 | 22.528 |
| Dukenburg           | 25.071 | 23.755 | 23.499 | 23.188 |
| Lindenholt          | 16.230 | 16.242 | 16.121 | 15.703 |
| Nijmegen-Noord      | -      | 3.715  | 6.790  | 9.986  |
| Suburbi desconegut  | -      | 34     | 31     | 2      |

## Evolució demogràfica

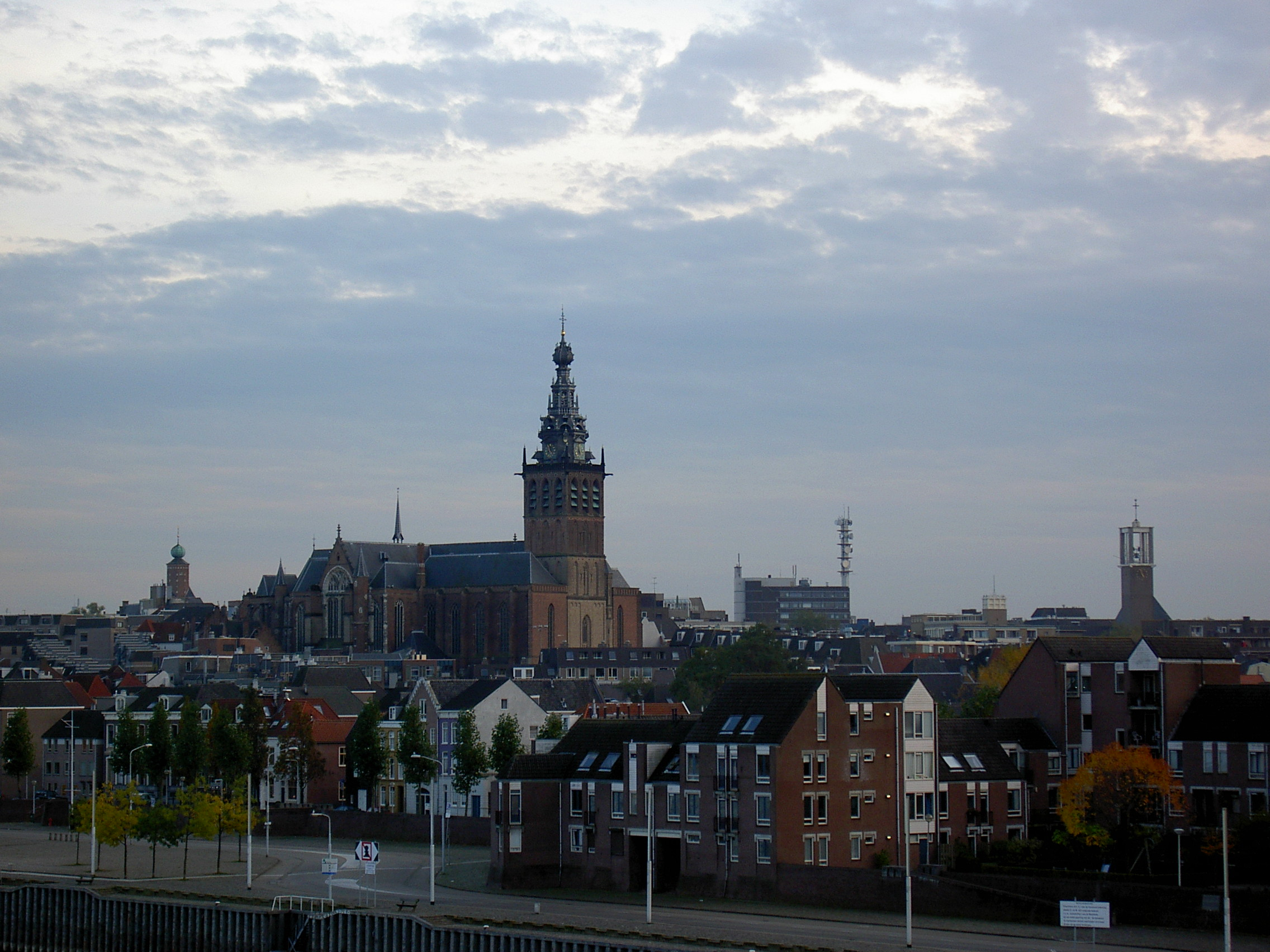
Vista general de Nimega

| 1995    | 1996    | 1997    | 1998    | 1999    | 2000    | 2001    | 2002    | 2003    | 2004    | 2005    | 2006    | 2007    | 2008    |
| ------- | ------- | ------- | ------- | ------- | ------- | ------- | ------- | ------- | ------- | ------- | ------- | ------- | ------- |
| 147.561 | 147.631 | 147.172 | 150.542 | 151.924 | 152.286 | 153.636 | 154.581 | 156.308 | 157.473 | 158.215 | 159.556 | 160.962 | 161.358 |

## Administració
La composició del consistori municipal des de 1974 ha estat:
| Partit               | 1974 | 1978 | 1982 | 1986 | 1990 | 1994 | 1998 | 2002  | 2006  |
| PvdA                 | 12   | 12   | 9    | 16   | 11   | 8    | 8    | 8     | 11    |
| SP                   | 2    | 2    | 3    | 2    | 2    | 4    | 6    | 6     | 7     |
| GL                   | 4    | 3    | 6    | 5    | 6    | 6    | 8    | 9     | 6     |
| CDA                  | 15   | 16   | 13   | 10   | 12   | 9    | 7    | 5     | 5     |
| VVD                  | 6    | 4    | 6    | 4    | 3    | 4    | 5    | 4     | 4     |
| D66                  | -    | 2    | 2    | 2    | 5    | 7    | 2    | 1     | 2     |
| VSP                  | -    | -    | -    | -    | -    | -    | 1    | 2     | 1     |
| Nijmegen Nu          | -    | -    | -    | -    | -    | -    | -    | 1     | 1     |
| Gewoon Nijmegen      | -    | -    | -    | -    | -    | -    | -    | -     | 1     |
| Stadspartij Nijmegen | -    | -    | -    | -    | -    | -    | -    | 3     | 1     |
| Altres               | -    | -    | -    | -    | -    | 1    | 2    | -     | -     |
| Total                | 39   | 39   | 39   | 39   | 39   | 39   | 39   | 39    | 39    |
| Participació         |      |      |      |      |      |      |      | 52,4% | 57,9% |

## Persones il·lustres
- Perry Ubeda
- Joris Ivens
- Alex Van Halen
- Eddie Van Halen
- Jasper Cillessen